# Campanario de Toconao
El Campanario de Toconao es una torre ubicada al este de la región de Antofagasta, en la localidad de Toconao, al norte de Chile.
Fue declarado Monumento Nacional el 6 de julio de 1951, según el decreto n° 5058 del Consejo de Monumentos Nacionales de Chile. Hoy este pequeño y singular poblado es parte del circuito turístico de la zona.

## Historia
En 1744 se construye la Iglesia de San Lucas y con ésta se levanta el campanario. Es uno de los más imponentes de la región, con tres cuerpos escalonados, separados por cuidadas cornisas, rematadas por una cúpula de madera de cactus.
Actualmente ambos inmuebles son resguardados por la congregación de monjas de la orden Jesús Verbo y Víctima.

## Arquitectura
La principal característica de Toconao es la arquitectura de sus viviendas. Están construidas a partir de bloques de piedra "liparita" canteada. Este material es de origen volcánico y es extraído de una cantera ubicada en los alrededores de la localidad la cual ha sido históricamente usada en la región tanto para la edificación como la fabricación de artesanías.
El campanario fue levantado bajo las mismas lógicas constructivas de las iglesias altiplánicas, pero utilizando la técnica arquitectónica de la localidad.